# Jaime Rodríguez
Jaime Rodríguez, né le 17 janvier 1959 à San Salvador (Salvador), est un footballeur salvadorien. Il évoluait au poste de défenseur.